# Roslags-Kulla församling
Roslags-Kulla församling var en församling i Svenska kyrkan i Stockholms stift och i Österåkers kommun. Församlingen uppgick 1998 i Ljusterö-Kulla församling.

## Administrativ historik
Församlingen bildades på 1640-talet genom en utbrytning ur Riala församling och under namnet Kulla församling som namnändrades till det nuvarande den 1 januari 1886 (ändring enligt beslut den 17 april 1885).
Församlingen var till 1962 annexförsamling i pastoratet Riala och Roslags-Kulla som till 1869 även omfattade Norra Ljusterö församling. Från 1962 till 1977 var den annexförsamling i pastoratet Länna, Blidö, Riala och Roslags-Kulla samt från 1977 till 1998 annexförsamling i pastoratet Ljusterö och Roslags-Kulla. Församlingen uppgick 1998 i Ljusterö-Kulla församling.

## Kyrkobyggnader
- Roslags-Kulla kyrka